# Рудька (притока Псла)
Ру́дька — річка в Україні, в межах Козельщинського і Кременчуцького районів Полтавської області. Ліва притока Псла (басейн Дніпра).

## Опис
Довжина річки приблизно 34 км. Долина широка і неглибока. Заплава двобічна, в багатьох місцях заболочена; є озера і стариці. Річище звивисте, місцями нечітке, у нижній течії каналізоване.

### Біорізноманіття річки
Діапазон біорізноманіття на різних ділянках річки не однаковий: від низького до середнього.
Серед тварин: Карась Сріблястий, Чебачок Амурський, Щука, Лин, Вьюн, личинки бабок, комарів, одноденок, волохокрильців, жаб. На поверхні води та у її товщі: водомірки, дафнії, жуки-плавунці, ставковики, котушки,  тритон звичайний. Серед рослин: одноклітинні зелені водорості, багатоклітинні водорості, вищі рослини — ряска, рогіз, очерет, сусак зонтичний, частуха подорожникова, жабурник.
Долина р. Рудьки є місцем існування популяцій різних видів рослин і тварин. Серед тварин виявлено: ящірку прудку, вужа звичайного, зайця русака, лисицю звичайну, ондатру, качку крижня, їжака звичайного, крота звичайного, чаплю сіру, черепаху болотяну, жаб. Із рослинності на берегах ростуть верби, клени, тополі, берези, горобини; з чагарників: ліщина звичайна, шипшина собача, бузина чорна, очерет, груші дички.

## Розташування
Рудька бере початок між селами Ганнівкою і Лутовинівкою. Тече переважно на південний захід (місцями на захід). Впадає до Псла на північ від села Кияшок.
Річка протікає біля смт Козельщини і через смт Нову Галещину.
Поблизу Козельщини в долині річки лежать гідрологічні заказники Хорунжівський та Ударник.

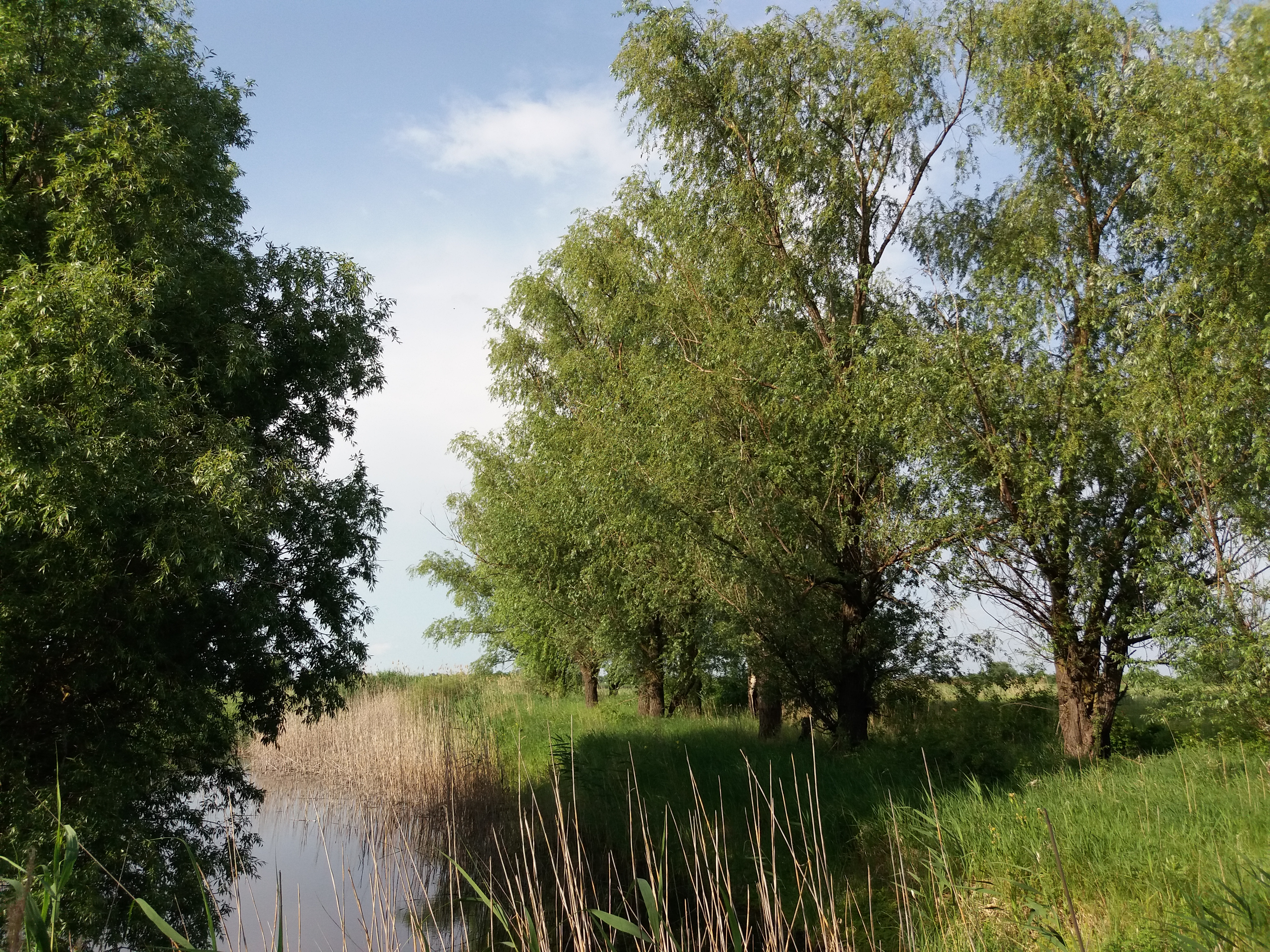
Хорунжівський
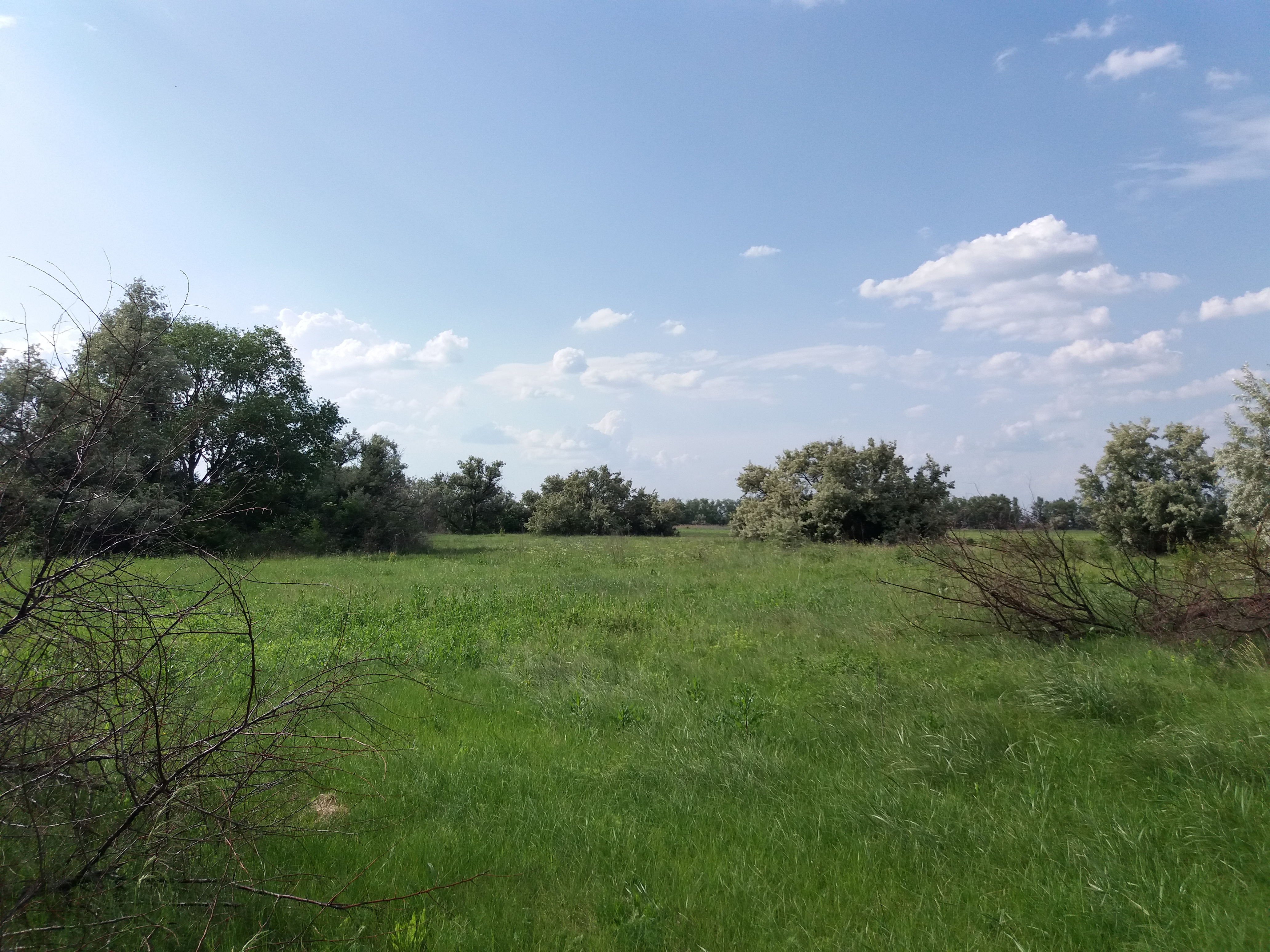
Ударник